# عمواوغلی علیا
عمواوغلی علیا یکی از روستاهای استان آذربایجان شرقی است که در دهستان چاراویماق شرقی بخش شادیان شهرستان چاراویماق واقع شده‌است.